# Cape Playhouse
La Cape Playhouse est un théâtre, fondé par Raymond W. Moore et ouvert le 4 juillet 1927 à Dennis, dans la baie de Cape Cod aux États-Unis,. Il est le « plus ancien théâtre professionnel d'été américain » et sans doute l'un des plus prestigieux en ce qui concerne les acteurs qui l'ont fréquenté,,. Un certain Gregory Peck, par exemple, en 1942, dans The Rebound  de  Donald Ogden Stewart, avec Karen Morley dans le rôle principal (Liz Crawford).

## Histoire
En 1926, un dramaturge et peintre, Raymond W. Moore, lance une souscription afin d'ouvrir un théâtre d'été dans la région de Cape Cod, lieu de villégiature de nombreux Américains fortunés. Avec les fonds récoltés, environ 10 000 $, il acquiert une vieille église unitarienne et une prairie à vaches de trois acres et demi (environ 15 000 m2), le long de Old King's Highway, à Dennis. L'église est démontée, puis reconstruite sur le terrain. Moore mandate l'architecte Cleon Throckmorton afin qu'il transforme l'ancien lieu de culte en un théâtre de 605 places.
Quelques mois avant l'ouverture, Moore invite ses acteurs et actrices favoris à la Cape Playhouse. C'est Basil Rathbone et Violet Kemble-Cooper, qui le 4 juillet 1927, jouent la première représentation de The Guardsman de Ferenc Molnár. Le spectacle est joué onze fois cette année-là. De 1930 à 1950, c'est l'artiste américain, d'origine française, Eugène Camille Fitsch, qui signe les décors du théâtre. Chaque été, ce sont de grands noms d'Hollywood et de Broadway qui vont se succéder sur les planches de la Cape Playhouse. Parmi eux, on peut citer Bette Davis, Gregory Peck, Gertrude Lawrence, Margaret Hamilton, Ruth Gordon, Eva Marie Saint, Joseph Bottoms, Paulette Goddard ou encore Betsy Palmer. Dans les années 1950 jusqu'au début des années 1970, le théâtre sert de cadre à des cours d'art dramatique et de futurs acteurs y font leurs premières armes. En 1956, par exemple, une jeune étudiante, Jane Fonda, se voit offrir un petit rôle dans The Male Animal, aux côtés de l'acteur principal Henry Fonda.